# Dindon ocellé
Meleagris ocellata
Espèce
Statut de conservation UICN

 NT A2cd+3cd+4cd : Quasi menacé
Statut CITES
Répartition géographique
Le Dindon ocellé (Meleagris ocellata) est une espèce d'oiseaux de la famille des Phasianidae.

## Description

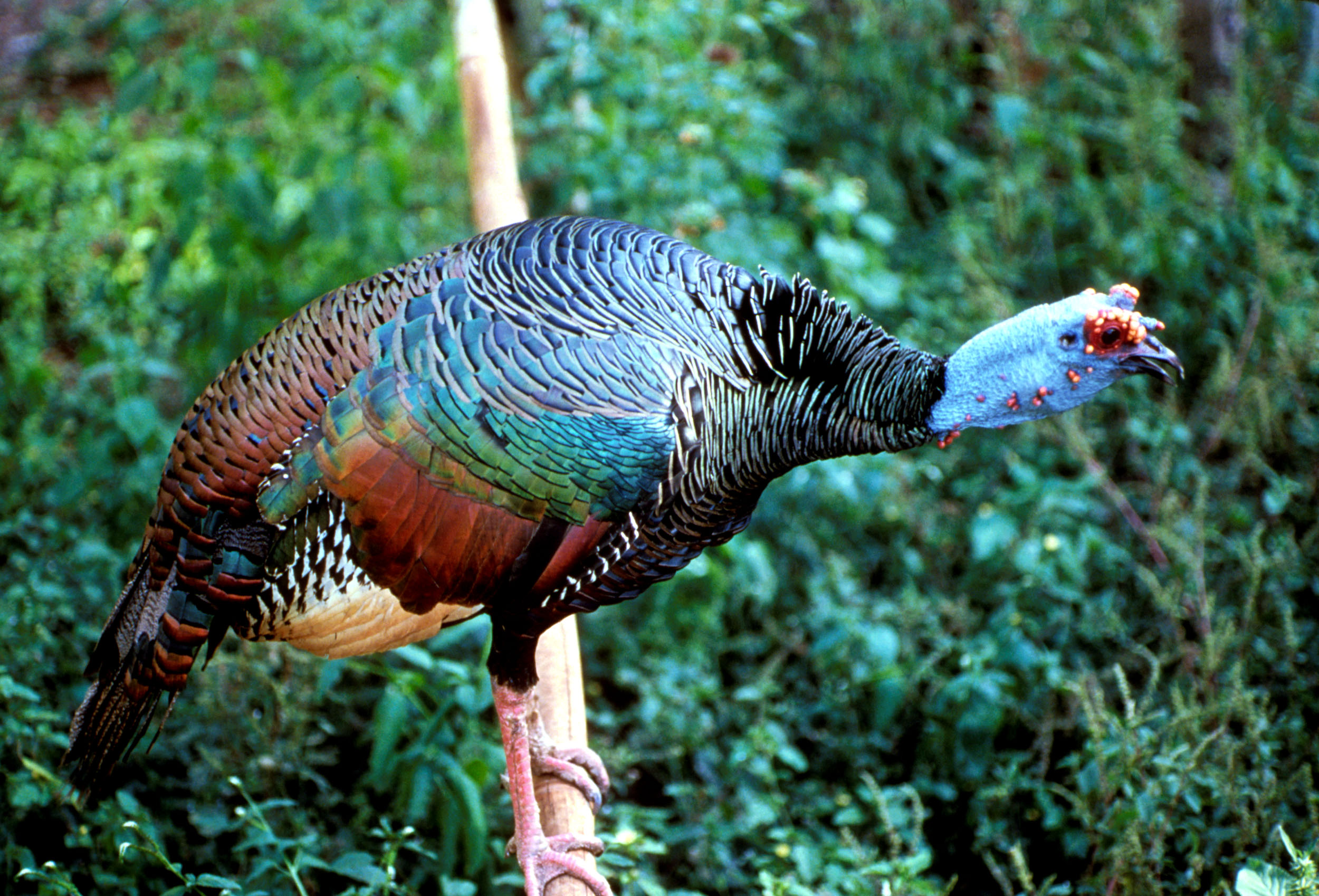
Meleagris ocellata

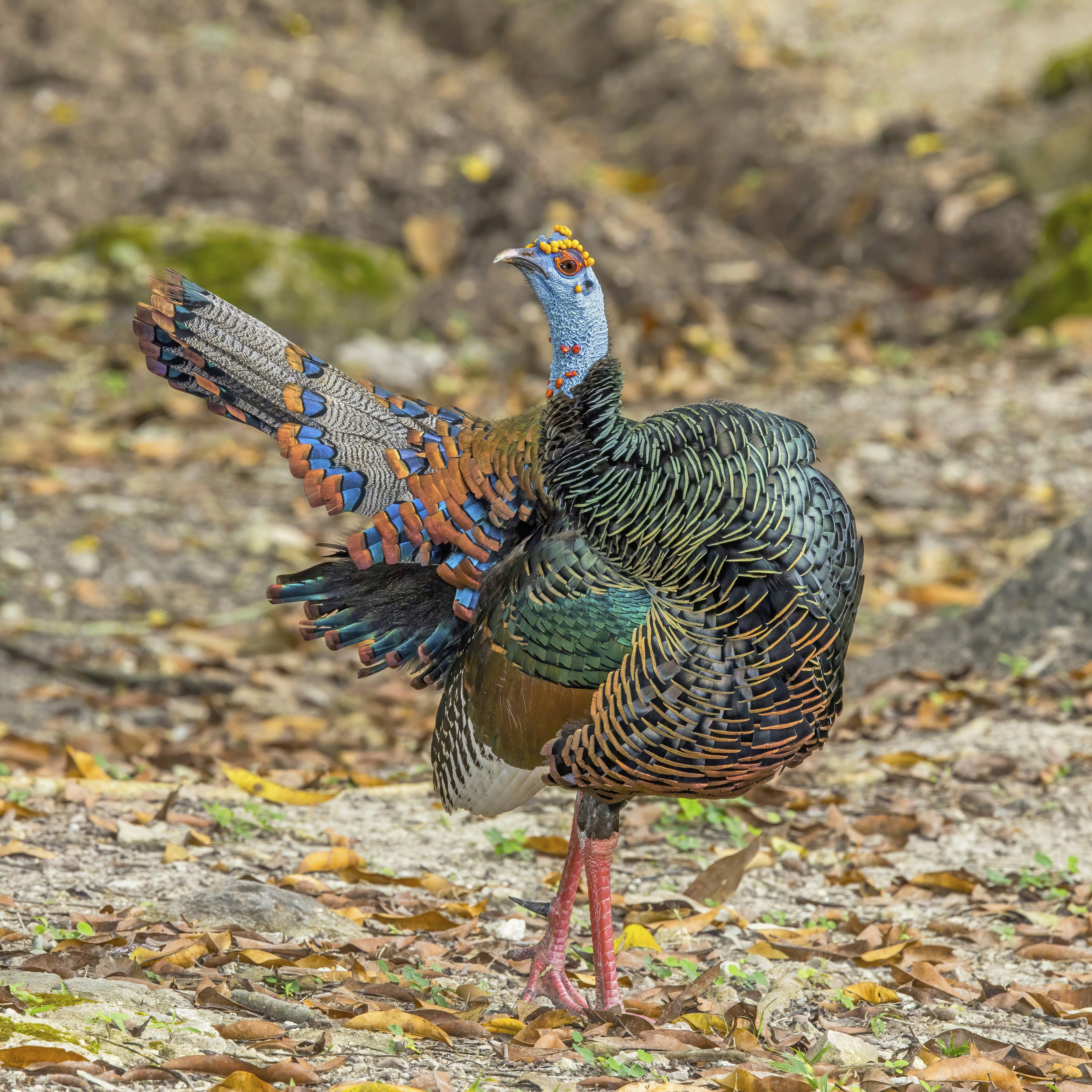
Un dindon ocellé mâle en promenade à Tikal, Guatemala. Février 2023.

C'est un grand oiseau de 70 à 90 cm, de 3 kg (femelle) à 4 kg (mâle).
Les deux sexes ont une tête bleue avec quelques verrues orange ou rouges, plus saillantes chez les mâles. Les mâles ont aussi une crête bleue en couronne charnue avec des verrues similaires à celles du cou. Pendant la saison de reproduction, cette couronne se développe et prend des couleurs plus lumineuses et plus accentuées.

## Distribution
Le Dindon ocellé est endémique de la péninsule du Yucatán et des régions avoisinantes : sud du Tabasco, nord-est des Chiapas, Bélize et nord du Guatemala. 

## Population et conservation
La population est estimée à moins de 50 000 individus matures (Partners in Flight 2019).

Il y a une chasse intense pour la nourriture et le commerce, même au sein des réserves. La fragmentation de leur habitat pour la conversion agricole augmente sa vulnérabilité à la chasse.

## Sous-espèces
D'après la classification de référence (version 12.1, 2022) du Congrès ornithologique international, cette espèce ne compte aucune sous-espèces.